# Acacia distans
Acacia distans é uma espécie de leguminosa do gênero Acacia, pertencente à família Fabaceae.